# Нервная пластинка

Формирование нервной трубки из нервной пластинки (фиол.) в ходе нейруляции

Не́рвная пласти́нка (медуллярная пластинка, лат. lamina neuralis) — зачаток центральной нервной системы у эмбрионов хордовых животных, включая человека. Образуется из эктодермы под побудительным влиянием хордомезодермы.
На этапе формирования нервной пластинки эмбрион состоит из трёх слоёв клеток: эктодермы (из которой образуется кожа и нервная ткань), мезодермы (будущие мышцы и кости) и энтодермы (пищеварительный тракт и дыхательные пути). Клетки — предшественники нервной ткани нервной пластинки — нейроэпителиальные клетки. Если на клетки влияет BMP-4, они развиваются как клетки кожи; в ином случае они развиваются в нервные клетки.
В процессе развития нервная пластинка образует складку, которая развивается в цилиндрическую нервную трубку; этот процесс называется первичной нейруляцией.